# Monster World Rally Team
Het Monster World Rally Team is een team in het Wereldkampioenschap Rally. Het team maakt haar debuut in 2010, en maakt gebruik van een Ford Fiesta. Evenals het fabrieksteam, wordt dit team gerund door het Engelse M-Sport van Malcolm Wilson. Het team draagt de naam van hoofdsponsor Monster Energy.

Op 4 September 2017 maakte Ford Performance en Hoonigan Racing Division bekend dat ze zich terugtrekken als team in het Wereldkampioenschap Rally na afloop van het seizoen 2017.

## Rijders
Het team is vanaf 2010 actief met de volgende coureurs;
- Ken Block